# Pont-et-Massène
 Pont-et-Massène  là một xã thuộc tỉnh Côte-d’Or trong vùng Bourgogne miền đông nước Pháp.